# (73442) Feruglio
(73442) Feruglio est un astéroïde de la ceinture principale.

## Description
(73442) Feruglio est un astéroïde de la ceinture principale. Il fut découvert le 10 juillet 2002 à Campo Imperatore par le projet CINEOS. Il présente une orbite caractérisée par un demi-grand axe de 3,21 UA, une excentricité de 0,17 et une inclinaison de 3,4° par rapport à l'écliptique.

## Compléments